# Саравак
Саравак (малайськ. яви:سراواك) (код: SWK) — один з двох штатів Малайзії, розташований на північному заході острова Борнео. Саравак — найбільший штат у Малайзії. Сусідній штат на острові — Сабах. Саравак межує з Індонезією і султанатом Бруней.
Столиця Сараваку — Кучінг, населення близько пів-мільйона, буквально Котяче Місто. Найбільші міста — Сібу (200,000), Мірі (202,000) і Бінтулу (102,761). Загальна кількість населення штату перевищує два мільйони чоловік. Саравак — багатокультурний штат без явно вираженої етнічної більшості. Управляється губернатором, який призначається центральним урядом Малайзії.

## Історія

### Білий раджа

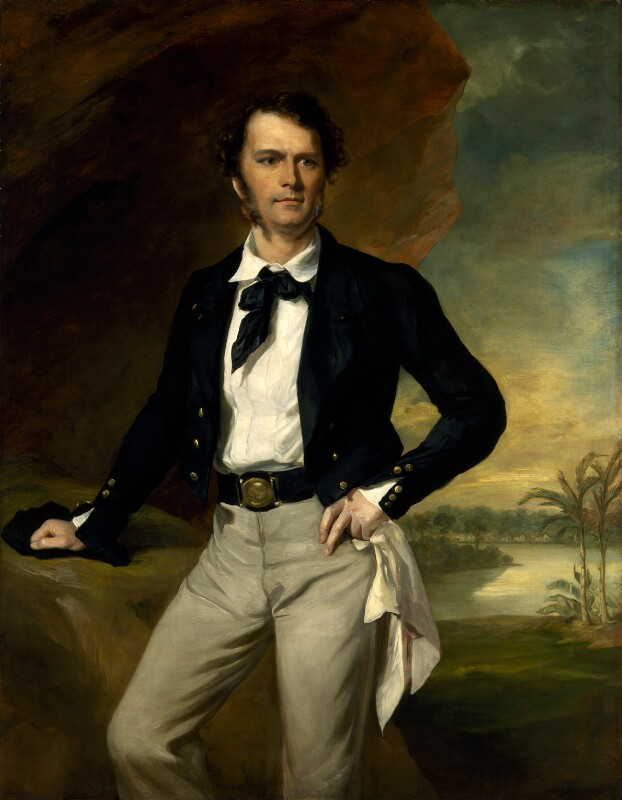
Сер Джеймс Брук

Майже до XIX століття усім островом Борнео правив султан, але в умовах бездоріжжя і непрохідних джунглів його влада була не досить міцною, а подекуди — взагалі номінальна. З усіх країн на острів приїжджали колоністи — китайці, малайці, філіппінці. Також на острові постійно спалахували міжусобні війни.
Плем'я Ібан (морські даяки або морські пірати — проживали переважно глибоко в джунглях) — одне з найчисельніших даякських племен.
В 1839 році сер Джеймс Брук, відставний чиновник Британської Ост-Індської компанії, за збігом обставин поїхав на Борнео з дорученням від правителя Сінгапура. У нього був добре споряджений військовий корабель. Він, освічений і з досвідом, швидко здобув довіру Султана, який надалі став з ним радитися з приводу придушення малайського і даякського повстання в Сараваці. Отримавши повноваження від Султана, Джеймс Брук висадився в Сараваку, провів невелику військову операцію й умілу дипломатичну місію, за десять днів навів порядок і зупинив повстання. За домовленістю з султаном, Джеймс Брук отримав у володіння невелику область на річці Саравак, де від заснував місто Кучінг в 1842. Так почалась династія Білих Раджів, яка була дуже успішною.
Білі раджі, використовуючи політику «розділяй і владарюй», отримали високий авторитет у племен і змогли навести порядок.
Сред даяків був поширений звичай полювання на голови, що призводив до самознищення, з яким намагалися боротися білі раджі.
З 1868 по 1917 країною правив другий раджа — Чарльз Ентоні Джонсон Брук, племінник Джеймса.
він шляхом продуманих і суворих заходів зумів зупинити полювання за головами і організувати в Сараваку мирний розвиток.
Третій Раджа Чарльз Вайнер Брук правив майже до японської окупації Сараваку в 1941.

### Японська окупація
Японська імперія зайняла Саравак в 1941 і утримувала всю війну, доки Саравак не був звільнений австралійськими військами в 1945.
Японська окупація Сараваку була неочікуваною і важкою, особливо для англійців. Отримавши неочікувану і суцільну поразку, англійці не вигадали нічого кращого, ніж оголосити тотальну партизанську війну проти японців, апелюючи до старих даякських традицій. За голову кожного японця призначалась нагорода в розмірі десяти доларів.
Японці випадково помітили, що одиночні патрулі, які направлялися в джунглі, стали зникати. Зачаївшись в джунглях, даяки з духовими трубками жадібно чекали свої 10 доларів, але жодним рухом не показували японцям свою нелояльність чи ворожість. Японці не відразу зрозуміли, що відбувається, але надалі стали патрулювати ліси добре озброєними компактними групами, через що прибутки даяків стали стрімко зменшуватися.
Ідея порятунку була винайдена швидко. Замість озброєних японців на роль десяти доларів повністю могли підійти китайські колоністи — мертві вони не говорять! Полювання на мирних китайських фермерів розгорілося як пожежа, тому англійці швидко скасували плату і полювання за головами.

### В складі британської імперії
Після капітуляції Японії в 1945 білий раджа з Австралії не повернувся і порадив уряду передати країну під владу британської корони. Раджа формально передав владу британській короні в 1946 під впливом оточення і дружини, отримавши за це щедру винагороду.

### Громадянська війна і входження до складу Малайської федерації

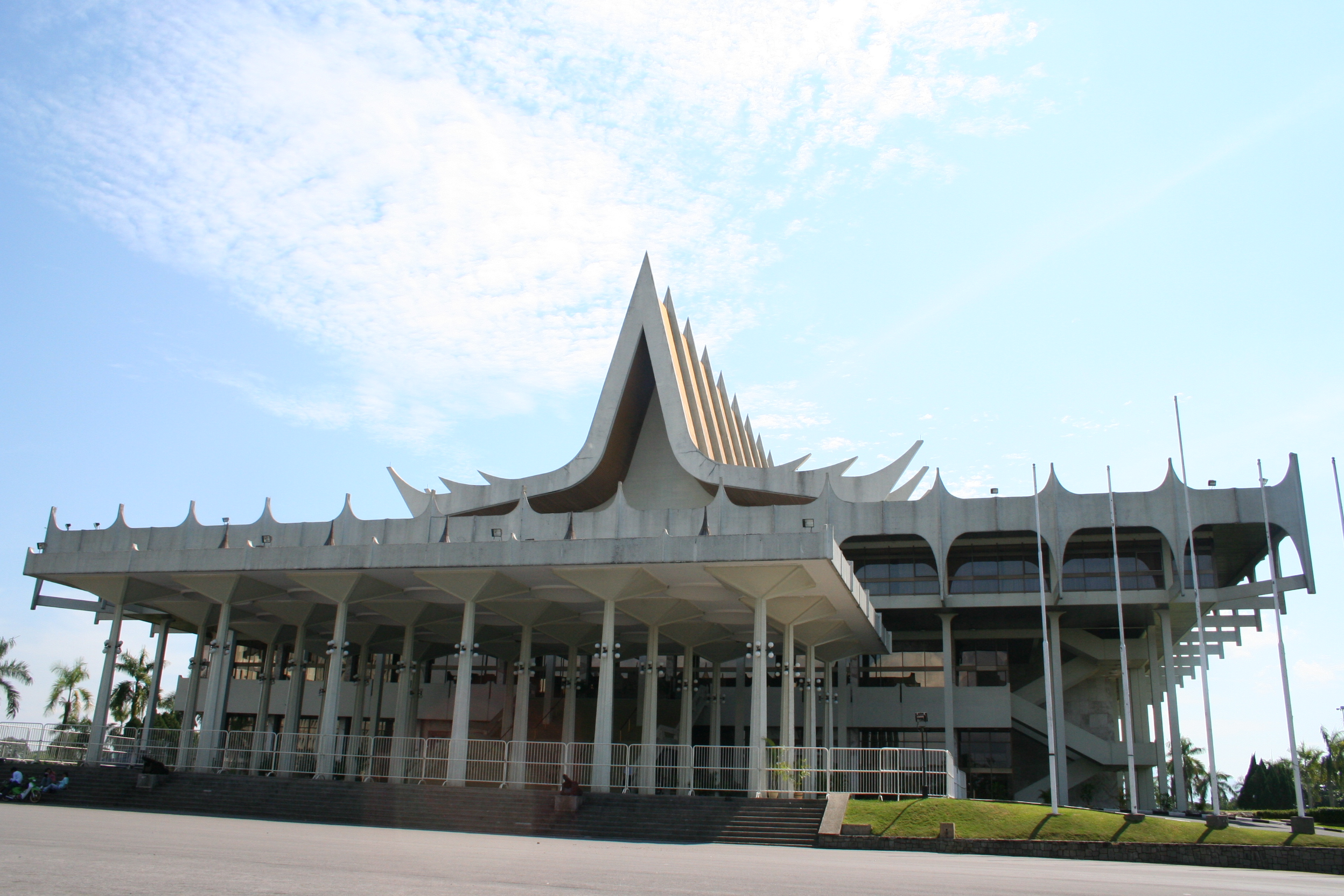
Парламент Сараваку

Племінник раджі Антоній продовжував відстоювати незалежність Сараваку. Малайці не підкорялися британській владі, перший британський губернатор був убитий за драматичних обставин. З 1962 по 1966 виникла конфронтація з Індонезією, яка намагалася включити Саравак до свого складу.
Знову відродилася традиція полювання за головами завдяки президенту Індонезії Сукарно. Комуністи, які частково підтримувалися китайцями, розв'язали громадянську війну, яка перетнулася з індонезійськими амбіціями, тому Індонезія почала висувати претензії навіть на територію материкової Малайзії. Племена з індонезійської частини острова вступали в кровопролитні міжусобні сутички, які, до того ж, ускладнювалися загальнополітичними протиріччями Сукарно, малайської влади, комуністів і китайців. Британія і Австралія в терміновому порядку ввели війська в Саравак і блокували індонезійський кордон, аж тоді малайська влада змогла перемогти розпорошених в джунглях комуністів. Боротьба тривала й після остаточної поразки комуністів в Малайзії, а окремі сутички відбувалися майже до 1969 року.
Висячі черепи під стелею, які в довгих будинках зараз показують гостям, належали жертвам саме цієї кампанії, а саме прихильникам доктора Сукарно, хоча ними могли бути й просто жителі сусіднього поселення, які потратили під гарячу руку.
16 вересня, 1963 Саравак приєднано до Малайської федерації, незважаючи на часткову незгоду населення, що мало місце на початковому етапі.

## Географія
Саравак розділений на 11 адміністративних округів.

## Населення

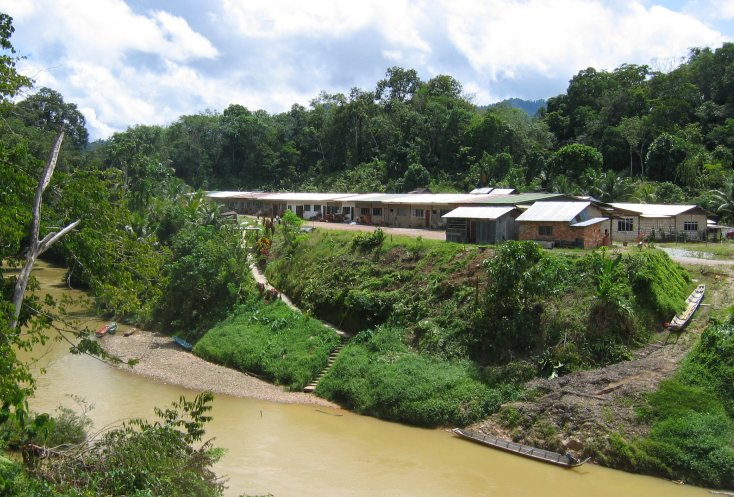
Сучасний довгий будинок народу Ібан

В Сараваці проживає 28 народів з різними культурами, мовами та способом життя.
30 % населення становить народ Ібан, що належить до даякських аборигенів. Китайці, які проживають переважно в містах, становлять чверть населення. Приблизно чверть населення становлять також малайці, сконцентровані вздовж узбережжя. В штаті проживають народи Бідайу, Меланау та інші аборигени.
На Сараваці сповідуються різні релігії — іслам, християнство, релігії Китаю (конфуціанство, даосизм, буддизм) і місцеві анімістичні вірування. Частина даяків — християни.

## Економіка
Саравак — високорозвинений штат, багатий ресурсами. Наявність нафти визначає досить високий благоустрій. До того ж Саравак експортує деревину і меблі, але влада обмежує заготівлю деревини з метою самовідтворення лісу.